# 밸런타인데이 금지법
밸런타인데이 금지법은 이란, 사우디아라비아 등 이슬람 국가에서 시행하고 있는 밸런타인데이 풍습에 대한 금지 법률이다.
2016년 들어 파키스탄도 이 법을 시행 중이라 알려졌다.

## 법률

### 법률 제정 이유
이슬람 국가의 관점에서 밸런타인데이가 비이슬람교 국가인 유럽 축일 기념일로 간주되는 것이 이유이다.

### 법률을 어겼을 시 받는 형벌
이 발렌타인데이 금지법을 어기고 밸런타인데이 풍습에 관련한 행위를 행한 것이 알려지면 태형에 처해진다.

### 법률을 어긴 사례
밸런타인데이 금지법을 어기고 밸런타인데이 파티를 즐기던 청년들이 태형 1000대를 선고받은 일이 있었다고 한다. 

## 참조
- 발렌타인데이 파티 하다 태형 1000대를 맞다! 보관됨 2016-08-04 - 웨이백 머신 - 잡학다식한 남자들의 히든카드 M16

## 같이 보기
- 샤리아
- 아쉬슈라
- 슈라
- 발렌티노
- 밸런타인데이